# Belarussischer Fußballpokal 2004/05
Der Belarussische Fußballpokal 2004/05 war die 14. Austragung des belarussischen Pokalwettbewerbs der Männer. Das Finale fand am 22. Mai 2005 im Dinamo-Stadion von Minsk statt. Titelverteidiger FK Schachzjor Salihorsk schied im Achtelfinale gegen den FK Njoman Hrodna aus. Pokalsieger wurde MTZ-RIPA Minsk, der sich im Finale gegen BATE Baryssau durchsetzte.

## Modus
Im Gegensatz zur Liga wurde der Pokal im Herbst-Frühjahr-Rhythmus ausgetragen. Bis zum Achtelfinale und im Finale wurden die Begegnungen in einem Spiel ausgetragen. Bei unentschiedenem Ausgang wurde zur Ermittlung des Siegers eine Verlängerung gespielt. Stand danach kein Sieger fest, folgte ein Elfmeterschießen. Das Viertel- und Halbfinale wurden in Hin- und Rückspiel ausgetragen. Der Pokalsieger qualifizierte sich für den UEFA-Pokal.

## Teilnehmende Teams
| Wyschejschaja Liha (16) | Perschaja Liha (15) | Druhaja Liha (13) | Amatarskaja Liha (2)                     |
| --- | --- | --- | ---------------------------------------- |
| - BATE Baryssau - Belschyna Babrujsk - FK Dinamo Minsk - Tarpeda-SKA Minsk - FK Daryda - FK Dinamo Brest - FK Homel - MTZ-RIPA Minsk - FK Njoman Hrodna - Dnjapro-Transmasch Mahiljou - Naftan Nawapolazk - FK Slawija-Masyr - Swjasda WA-BHU Minsk - FK Schachzjor Salihorsk - FK Tarpeda Schodsina - Lakamatyu Wizebsk | - FK Baranawitschy - FK Bjarosa - Chimik Swetlahorsk - FK Lida - FK Hranit Mikaschewitschy - FK Kamunalnik Slonim - Lakamatyu Minsk - FK Maladsetschna - FK Dnjapro Rahatschou-DJuSSch-1 - Tarpeda Kadina Mahiljou - FK Smarhon - Wedrytsch-97 Retschyza - FK Weras Njaswisch - Wertikal Kalinkawitschy - ZLiN Homel | - FK Assipowitschy - FK Homel-SDJuSchAR - FK Horki - FK Kamunalnik Schlobin - Liwadyja Dsjarschynsk - FK Njoman Masty - FK Orscha - FK Palesse Kosenki - FK Sosch Krytschau - FK Pinsk-900 - FK Polazk - Smena Minsk - Spartak-WAR Schklou | - DJuSSch-1 Smarhon - PMK-7 Hanzawitschy |

## 1. Runde
Teilnehmer: Die besten 15 Mannschaften der zweiten Liga, 13 Teams aus der dritten Liga und 2 Amateurvereine, die sich über den regionalen Pokal qualifiziert hatten. Die unterklassigen Teams hatten Heimrecht.
| Datum      |                              | Ergebnis              |                                      |
| ---------- | ---------------------------- | --------------------- | ------------------------------------ |
| 14.07.2004 | FK Sosch Krytschau (III)     | 0:6                   | FK Dnjapro Rahatschou-DJuSSch-1 (II) |
| 14.07.2004 | FK Assipowitschy (III)       | 3:1                   | Tarpeda Kadina Mahiljou (II)         |
| 14.07.2004 | FK Polazk (III)              | 0:2                   | Lakamatyu Minsk (II)                 |
| 14.07.2004 | DJuSSch-1 Smarhon (A)        | 1:2                   | FK Lida (II)                         |
| 14.07.2004 | Smena Minsk (III)            | 4:1                   | FK Smarhon (II)                      |
| 14.07.2004 | FK Palesse Kosenki (III)     | 1:2                   | Wertikal Kalinkawitschy (II)         |
| 14.07.2004 | FK Horki (III)               | 2:3                   | FK Maladsetschna (II)                |
| 14.07.2004 | PMK-7 Hanzawitschy (A)       | 0:5                   | FK Baranawitschy (II)                |
| 14.07.2004 | FK Pinsk-900 (III)           | 3:2                   | FK Bjarosa (II)                      |
| 14.07.2004 | FK Homel-SDJuSchAR (III)     | 1:4                   | FK Weras Njaswisch (II)              |
| 14.07.2004 | FK Orscha (III)              | 1:3                   | Wedrytsch-97 Retschyza (II)          |
| 14.07.2004 | Liwadyja Dsjarschynsk (III)  | 1:6                   | FK Kamunalnik Slonim (II)            |
| 14.07.2004 | Spartak-WAR Schklou (III)    | 1:3                   | FK Hranit Mikaschewitschy (II)       |
| 14.07.2004 | FK Njoman Masty (III)        | 1:2                   | ZLiN Homel (II)                      |
| 14.07.2004 | FK Kamunalnik Schlobin (III) | 1:1 n. V. (5:6 i. E.) | Chimik Swetlahorsk (II)              |

## 2. Runde
Teilnehmer waren die 15 Sieger der ersten Runde und 15 Mannschaften der Wyschejschaja Liha 2004 Ein weiterer Erstligist (FK Slawija-Masyr) erhielt ein Freilos. Die unterklassigen Teams hatten Heimrecht.
| Datum      |                                      | Ergebnis              |                                 |
| ---------- | ------------------------------------ | --------------------- | ------------------------------- |
| 14.08.2004 | Smena Minsk (III)                    | 0:1                   | FK Daryda (I)                   |
| 14.08.2004 | FK Assipowitschy (III)               | 0:1 n. V.             | MTZ-RIPA Minsk (I)              |
| 14.08.2004 | FK Kamunalnik Slonim (II)            | 1:0                   | FK Tarpeda Schodsina (I)        |
| 14.08.2004 | FK Maladsetschna (II)                | 2:5                   | Belschyna Babrujsk (I)          |
| 14.08.2004 | Chimik Swetlahorsk (II)              | 0:3                   | FK Dinamo Brest (I)             |
| 14.08.2004 | FK Weras Njaswisch (II)              | 1:2                   | Naftan Nawapolazk (I)           |
| 14.08.2004 | Wertikal Kalinkawitschy (II)         | 0:2 n. V.             | FK Schachzjor Salihorsk (I)     |
| 14.08.2004 | FK Baranawitschy (II)                | 1:0                   | Lakamatyu Wizebsk (I)           |
| 14.08.2004 | FK Pinsk-900 (III)                   | 0:3                   | FK Homel (I)                    |
| 14.08.2004 | FK Hranit Mikaschewitschy (II)       | 0:1                   | Tarpeda-SKA Minsk (I)           |
| 14.08.2004 | FK Dnjapro Rahatschou-DJuSSch-1 (II) | 0:2                   | Dnjapro-Transmasch Mahiljou (I) |
| 14.08.2004 | FK Lida (II)                         | 1:0                   | Swjasda WA-BHU Minsk (I)        |
| 14.08.2004 | Lakamatyu Minsk (II)                 | 3:3 n. V. (1:3 i. E.) | FK Njoman Hrodna (I)            |
| 15.08.2004 | ZLiN Homel (II)                      | 1:2 n. V.             | BATE Baryssau (I)               |
| 25.08.2004 | Wedrytsch-97 Retschyza (II)          | 1:1 n. V. (3:5 i. E.) | FK Dinamo Minsk (I)             |

## Achtelfinale
Teilnehmer waren die 15 Sieger der zweiten Runde und FK Slawija-Masyr, der in der letzten Runde ein Freilos bekam.
| Datum      |                        | Ergebnis              |                                 |
| ---------- | ---------------------- | --------------------- | ------------------------------- |
| 12.10.2004 | Naftan Nawapolazk (I)  | 2:3                   | FK Baranawitschy (II)           |
| 11.11.2004 | Belschyna Babrujsk (I) | 1:0 n. V.             | FK Dinamo Minsk (I)             |
| 11.11.2004 | Tarpeda-SKA Minsk (I)  | 1:1 n. V. (4:5 i. E.) | Dnjapro-Transmasch Mahiljou (I) |
| 11.11.2004 | FK Njoman Hrodna (I)   | 1:1 n. V. (4:2 i. E.) | FK Schachzjor Salihorsk (I)     |
| 11.11.2004 | FK Dinamo Brest (I)    | 1:2                   | BATE Baryssau (I)               |
| 11.11.2004 | FK Homel (I)           | 1:0                   | FK Slawija-Masyr (I)            |
| 11.11.2004 | FK Daryda (I)          | 2:0                   | FK Kamunalnik Slonim (II)       |
| 14.11.2004 | MTZ-RIPA Minsk (I)     | 3:0                   | FK Lida (II)                    |

## Viertelfinale
Teilnehmer waren die 8 Sieger aus dem Achtelfinale.
| Datum          |                      | Gesamt    |                                 | Hinspiel | Rückspiel |
| -------------- | -------------------- | --------- | ------------------------------- | -------- | --------- |
| 03./07.04.2005 | BATE Baryssau (I)    | (a)2:2(a) | Dnjapro-Transmasch Mahiljou (I) | 1:0      | 1:2       |
| 03./07.04.2005 | FK Homel (I)         | (a)1:1(a) | FK Daryda (I)                   | 1:1      | 0:0       |
| 03./07.04.2005 | FK Njoman Hrodna (I) | (a)2:2(a) | Belschyna Babrujsk (I)          | 0:1      | 2:1       |
| 03./07.04.2005 | MTZ-RIPA Minsk (I)   | 2:1       | FK Baranawitschy (II)           | 0:0      | 2:1       |

## Halbfinale
| Datum             |                    | Gesamt |                      | Hinspiel | Rückspiel |
| ----------------- | ------------------ | ------ | -------------------- | -------- | --------- |
| 12.04./04.05.2005 | MTZ-RIPA Minsk (I) | 5:1    | FK Njoman Hrodna (I) | 2:0      | 3:1       |
| 12.04./04.05.2005 | FK Daryda (I)      | 0:2    | BATE Baryssau (I)    | 0:1      | 0:1       |

## Finale
| Paarung        | MTZ-RIPA Minsk – BATE Baryssau |
| Ergebnis       | 2:1 (1:1) |
| Datum          | 22. Mai 2005 |
| Stadion        | Dinamo-Stadion, Minsk |
| Zuschauer      | 15.500 |
| Schiedsrichter | Aljaksej Kulbakou |
| Tore           | 0:1 Aljaksandr Lebedseu (28.) 1:1 Denys Fjodorow (42.) 2:1 Artjom Kanzawy (73.) |
| MTZ-RIPA Minsk | Aljaksandr Sulima – Sjarhej Michnjuk, Aljaksandr Staschtschanjuk, Aleh Popel, Aljaksandr Bylina – Michail Afanasjeu (86. Sjarhej Zvjazinski), Hamlet Mchitarjan, Wital Taraschtschyk (61. Michail Jeramtschuk), Dsmitryj Schtschahrykowitsch – Artjom Kanzawy, Denys Fjodorow Cheftrainer: Jury Puntus                                                |
| BATE Baryssau  | Aljaksandr Fjedarowitsch – Wadsim Skryptschenka, Artjom Radskou, Dsmitry Molasch, Dsmitryj Lichtarowitsch (76. Maksim Schaunertschyk) – Aljaksandr Jermakowitsch (46. Dsmitryj Klimowitsch), Aljaksandr Kobez, Aljaksandr Baranau (62. Aljaksandr Wischnjakou), Andrej Schoroch – Pawel Bjahanski, Aljaksandr Lebedseu Cheftrainer: Ihor Krywuschenka |
| Gelbe Karten   | Ihar Malzau – Artjom Radskou, Aljaksandr Wischnjakou |